# Pfarrkirche Gschaidt

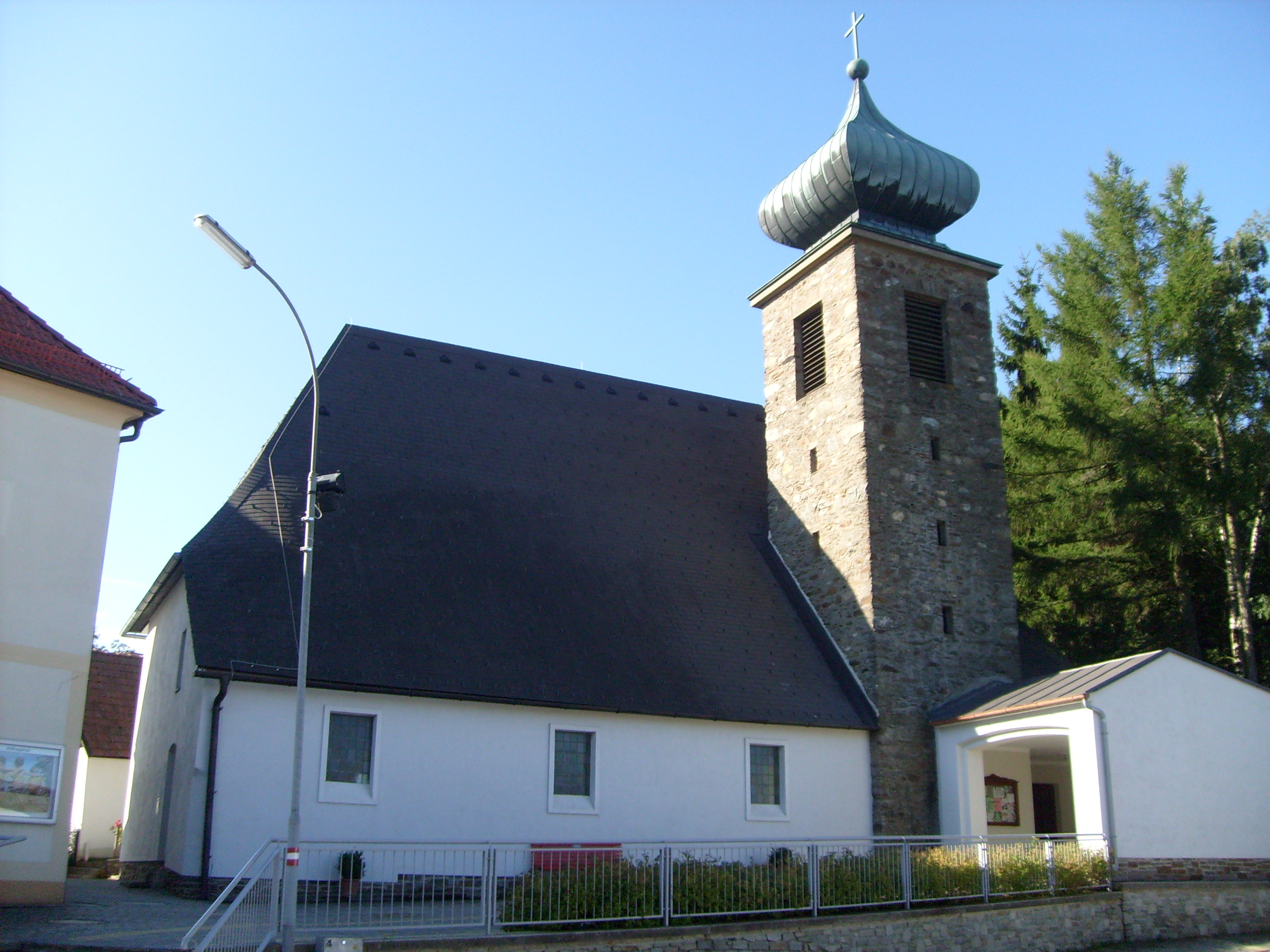
Katholische Pfarrkirche hl. Magdalena in Gschaidt

Die Pfarrkirche Gschaidt steht in der Dorfmitte von Gschaidt in der Marktgemeinde Hochneukirchen-Gschaidt im Bezirk Wiener Neustadt-Land in Niederösterreich. Die auf die Heilige Magdalena geweihte römisch-katholische Pfarrkirche gehört zum Dekanat Kirchschlag im Vikariat Unter dem Wienerwald der Erzdiözese Wien. Die Kirche steht unter Denkmalschutz (Listeneintrag).

## Geschichte
Die Kirche wurde 1468 urkundlich als Filialkirche der Pfarrkirche Zöbern genannt. 1753 erlitt die Kirche einen Brand. 1784 wurde die Kirche zur Pfarrkirche erhoben. Die im Kern gotische Kirche wurde 1954/1955 nach den Plänen von Anton Kohler und Josef von Bergmann umgebaut und erweitert und mit Erzbischof-Koadjutor Franz Jachym geweiht.

## Architektur
An das schlichte im Kern gotische und 1954/1955 erweiterte Langhaus unter einem steilen Walmdach schließt ein leicht eingezogener 1954/1955 neu gebauter Chor mit einem geraden Schluss an. Der im Norden eingestellte 1954/1955 neu errichtete quadratische Turm aus unverputztem Bruchsteinmauerwerk trägt eine mächtige barockisierende Zwiebelhaube.
Das Langhausinnere ist ein Saalraum mit einer Holzbalkendecke aus 1955, der eingezogene Triumphbogen ist rundbogig, der quadratische Chor hat ein Kreuzgratgewölbe über schlichten Pilastern. Die Eingangszone im Langhaus und die Empore sind aus 1954/1955. Die ornamentale Glasmalerei der Fenster schuf Emilie Dworsky.

## Ausstattung
Der Hochaltar als neobarockes Säulenretabel entstand im Ende des 19. Jahrhunderts und zeigt das Altarblatt hl. Magdalena gemalt von Josef Keßler (1882). Ein Seitenaltärchen aus den 1930er Jahren trägt die Figuren Anna mit Maria und Thaddäus. Ein spätbarockes Gemälde Hll. Florian und Leonhard in reicher Rahmung ist aus der Mitte des 18. Jahrhunderts. Die Kreuzwegbilder sind aus der Mitte des 19. Jahrhunderts. Die Orgel aus 1903 wurde von Johann M. Kauffmann mit 5 Registern gebaut.